# Sulis Corona
La Sulis Corona è una struttura geologica della superficie di Venere.